# اینگه‌بورگ باخمان
اینگه‌بورگ باخمان (به آلمانی: Ingeborg Bachmann) (زاده ۲۵ ژوئن ۱۹۲۶ – درگذشته ۱۷ اکتبر ۱۹۷۳) نویسنده و شاعر اتریشی بود.

## زندگی‌نامه
باخمان در کلاگن‌فورت اتریش زاده شد. فیلولوژی، فلسفه و روان‌شناسی را در دانشگاه‌های اینسبروک، گراتس و وین خواند و با نوشتن پایان‌نامه‌ای درباره مارتین هایدگر دکترا گرفت.
از ۱۹۵۳ به نویسندگی روی آورد و عضو گروه ۴۷ شد. در همان سال او به رم مهاجرت کرد و تا آخر عمر در همان‌جا زندگی کرد. در ۱۷ اکتبر ۱۹۷۳ در سانحه آتش‌سوزی جان خود را از دست داد. زمان تمدید شده نام یکی از دیوان‌های شعر او و مالینا و حرص، از رمان‌های اوست.